# Estadio de Fútbol de Incheon
El Estadio de Fútbol de Incheon (anteriormente Sungui Arena Park), es un estadio de fútbol ubicado en Incheon, Corea del Sur, es el recinto donde hace las veces de local el equipo Incheon United de la K-League, posee una capacidad para unas 20 890 personas y fue inaugurado en 2012.
Desde 2004 hasta 2011, el campo del Incheon United fue el Estadio Munhak, de 52 200 localidades y construido con motivo de la Copa Mundial de Fútbol de 2002. Con una capacidad mucho más reducida el actual recinto se acomoda mucho más a las necesidades del club.
El origen de su construcción está en vista de la organización de los Juegos Asiáticos de 2014 en la ciudad, por lo que el ayuntamiento aprobó la construcción de una nueva sede para el fútbol. Las obras comenzaron en mayo de 2008 y la inauguración oficial se produjo el 25 de febrero de 2012.
El estadio con césped natural y un aforo de 20 300 espectadores, está diseñado específicamente para albergar partidos de fútbol, por lo que las gradas están cerca del terreno de juego. Dispone de un techo que cubre todas las tribunas laterales y la grada sur, mientras que el fondo norte queda descubierto, su curvatura está inspirada en "la cultura portuaria de la localidad, con referencias al viento, las olas y los cruceros".

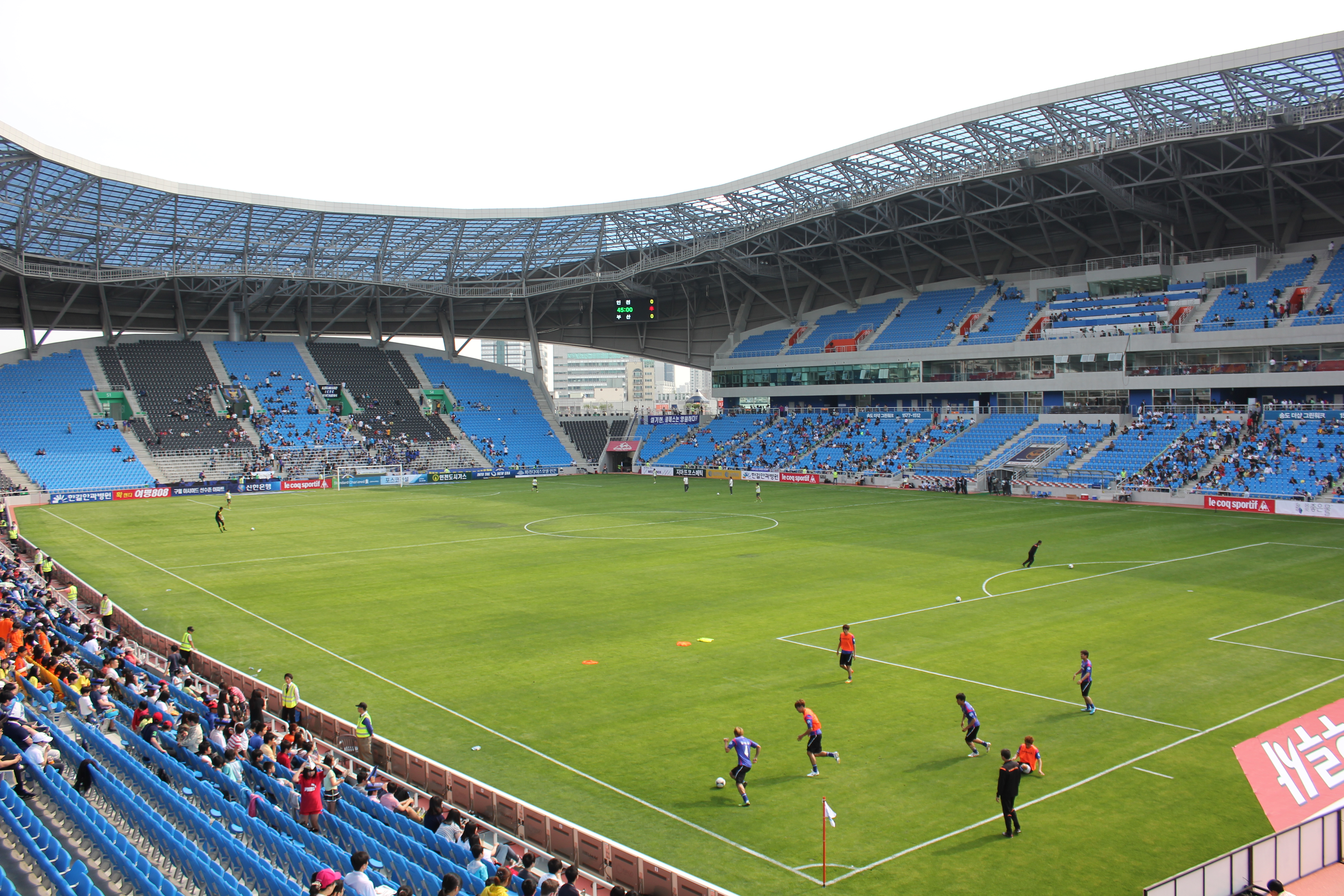

## Partidos del Mundial de Fútbol Sub-20 2017
| Fecha      | Selección      | Resultado | Selección      | Ronda            |
| ---------- | -------------- | --------- | -------------- | ---------------- |
| 22-05-2017 | Ecuador        | 3 - 3     | Estados Unidos | Grupo F          |
| 22-05-2017 | Arabia Saudita | 0 - 2     | Senegal        | Grupo F          |
| 25-05-2017 | Ecuador        | 1 - 2     | Arabia Saudita | Grupo F          |
| 25-05-2017 | Senegal        | 0 - 1     | Estados Unidos | Grupo F          |
| 27-05-2017 | Portugal       | 2 - 1     | Irán           | Grupo C          |
| 27-05-2017 | Uruguay        | 0 - 0     | Sudáfrica      | Grupo D          |
| 01-06-2017 | México         | 1 - 0     | Senegal        | Octavos de final |
| 01-06-2017 | Estados Unidos | 6 - 0     | Nueva Zelanda  | Octavos de final |